# Grand Prix automobile d'Italie 1975
Résultats du Grand Prix d'Italie de Formule 1 1975 qui a eu lieu sur le circuit de Monza le 7 septembre 1975.

## Classement
| Pos  | N° | Pilote             | Écurie          | Tours | Temps/Abandon     | Grille | Points |
| ---- | -- | ------------------ | --------------- | ----- | ----------------- | ------ | ------ |
| 1    | 11 | Clay Regazzoni     | Ferrari         | 52    | 1 h 22 min 42 s 6 | 2      | 9      |
| 2    | 1  | Emerson Fittipaldi | McLaren-Ford    | 52    | + 16 s 6          | 3      | 6      |
| 3    | 12 | Niki Lauda         | Ferrari         | 52    | + 23 s 2          | 1      | 4      |
| 4    | 7  | Carlos Reutemann   | Brabham-Ford    | 52    | + 55 s 1          | 7      | 3      |
| 5    | 24 | James Hunt         | Hesketh-Ford    | 52    | + 57 s 1          | 8      | 2      |
| 6    | 16 | Tom Pryce          | Shadow-Ford     | 52    | + 1 min 15 s 9    | 14     | 1      |
| 7    | 4  | Patrick Depailler  | Tyrrell-Ford    | 51    | + 1 tour          | 12     |        |
| 8    | 3  | Jody Scheckter     | Tyrrell-Ford    | 51    | + 1 tour          | 4      |        |
| 9    | 34 | Harald Ertl        | Hesketh-Ford    | 51    | + 1 tour          | 17     |        |
| 10   | 25 | Brett Lunger       | Hesketh-Ford    | 50    | + 2 tours         | 21     |        |
| 11   | 30 | Arturo Merzario    | Copersucar-Ford | 48    | + 4 tours         | 26     |        |
| 12   | 32 | Chris Amon         | Ensign-Ford     | 48    | + 4 tours         | 19     |        |
| 13   | 6  | Jim Crawford       | Lotus-Ford      | 46    | + 6 tours         | 25     |        |
| 14   | 20 | Renzo Zorzi        | Williams-Ford   | 46    | + 6 tours         | 22     |        |
| Abd. | 17 | Jean-Pierre Jarier | Shadow-Matra    | 32    | Pompe à essence   | 13     |        |
| Abd. | 29 | Lella Lombardi     | March-Ford      | 21    | Accident          | 24     |        |
| Abd. | 10 | Hans-Joachim Stuck | March-Ford      | 15    | Accident          | 16     |        |
| Abd. | 21 | Jacques Laffite    | Williams-Ford   | 7     | Boîte de vitesses | 18     |        |
| Abd. | 8  | Carlos Pace        | Brabham-Ford    | 6     | Accélérateur      | 10     |        |
| Abd. | 22 | Rolf Stommelen     | Hill-Ford       | 3     | Accident          | 23     |        |
| Abd. | 2  | Jochen Mass        | McLaren-Ford    | 2     | Accident          | 5      |        |
| Abd. | 5  | Ronnie Peterson    | Lotus-Ford      | 1     | Moteur            | 11     |        |
| Abd. | 23 | Tony Brise         | Hill-Ford       | 1     | Accident          | 6      |        |
| Abd. | 27 | Mario Andretti     | Parnelli-Ford   | 1     | Accident          | 15     |        |
| Abd. | 9  | Vittorio Brambilla | March-Ford      | 1     | Embrayage         | 9      |        |
| Abd. | 14 | Bob Evans          | BRM             | 0     | Panne électrique  | 20     |        |
| Nq.  | 31 | Roelof Wunderink   | Ensign-Ford     |       | Non qualifié      |        |        |
| Nq.  | 35 | Tony Trimmer       | Maki-Ford       |       | Non qualifié      |        |        |

Légende :
- Abd.=Abandon

## Pole position et record du tour

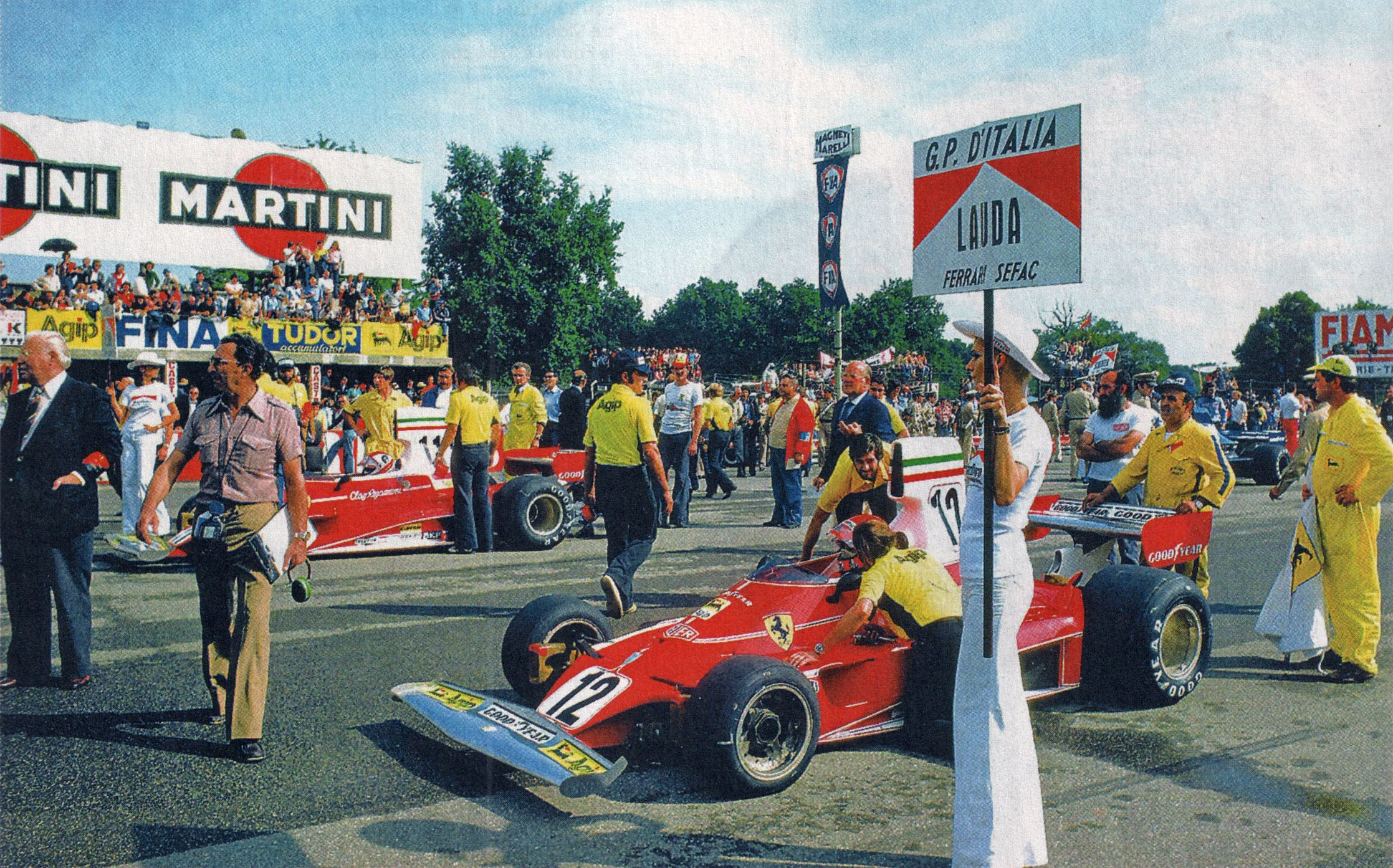
Le poleman Niki Lauda sur Ferrari 312 T

- Pole position : Niki Lauda en 1 min 32 s 24 (vitesse moyenne : 225,585 km/h).
- Meilleur tour en course : Clay Regazzoni en 1 min 33 s 10 au 47e tour (vitesse moyenne : 223,502 km/h).

## Tours en tête
- Clay Regazzoni : 52 (1-52)

## À noter
- 3e victoire pour Clay Regazzoni.
- 57e victoire pour Ferrari en tant que constructeur.
- 57e victoire pour Ferrari en tant que motoriste.
- À l'issue de cette course, Niki Lauda est champion du monde des pilotes et Ferrari, championne du monde des constructeurs.